# Artur Tupits

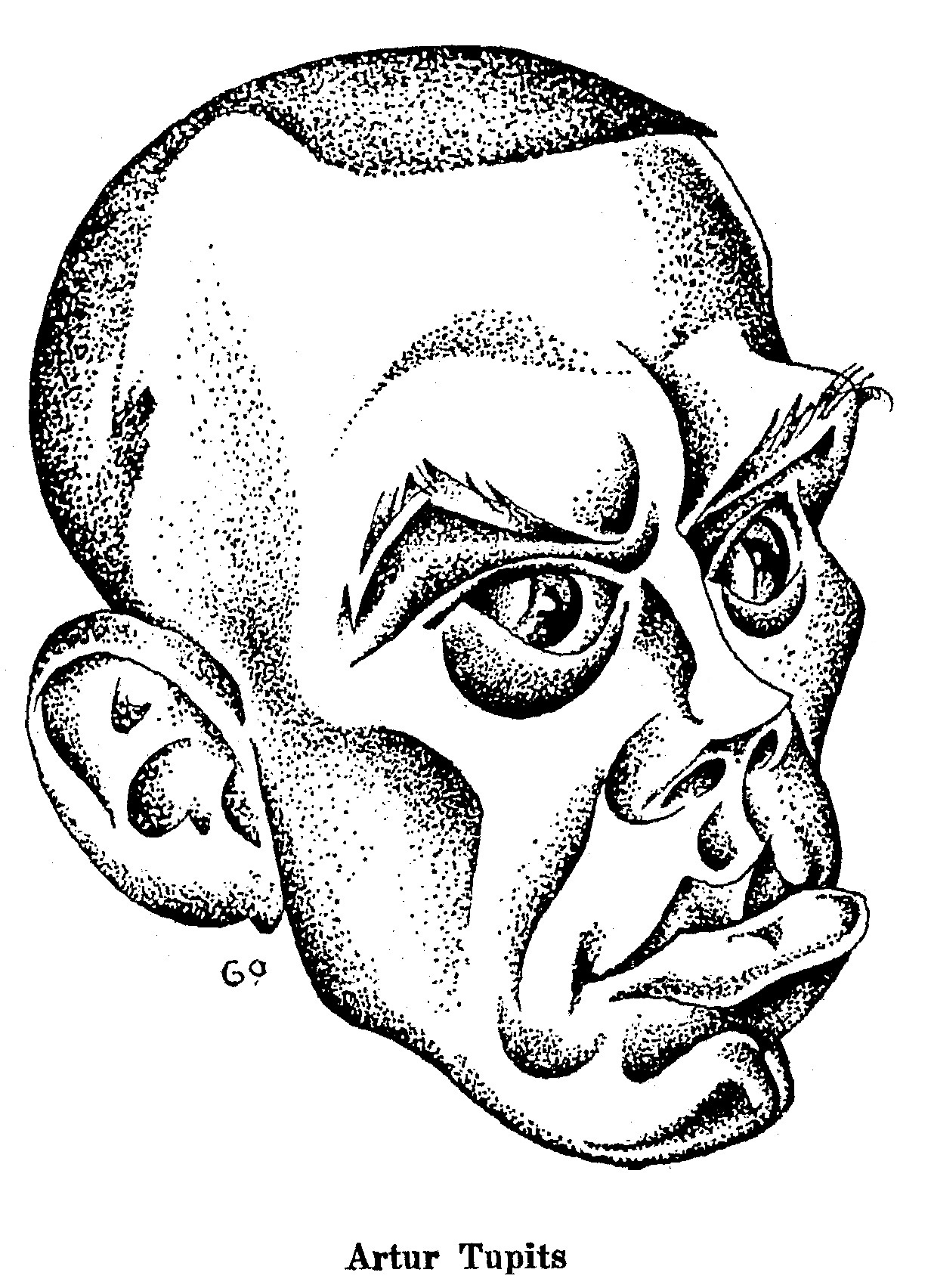
Artur Tupits (1922)

Artur Tupits (* 26. Septemberjul. / 8. Oktober 1892greg. im Dorf Pikknurme, heute Landgemeinde Puurmani, Kreis Jõgeva, Estland; † 28. Oktober 1941 im „Besserungs- und Arbeitslager“ Ussollag bei Solikamsk, heute Region Perm, Russland) war ein estnischer Politiker und Journalist.

## Leben, Journalismus und Politik
Artur Karl Tupits wurde als Sohn von Karl und Helena Marie Tupits im damaligen Gouvernement Livland geboren. Tupits erhielt – ebenso wie seine späteren Parteifreunde Karl Einbund und Jaan Teemant – seine Schulbildung am renommierten Hugo-Treffner-Gymnasium in Tartu.
Ihn zog es früh in den politischen Journalismus. 1918 wurde er Redakteur bei der Tageszeitung Maaliit („Landunion“). Sie war das offizielle Sprachrohr der konservativ-agrarischen „Estnischen Landvolkunion“ (Eesti Maarahva Liit), einer führenden politischen Partei in Estland. Tupits blieb der Zeitung während der gesamten Zwischenkriegszeit treu. 1919 wurde sie in Kaja („Echo“) umbenannt, 1920 die Partei in Põllumeeste Kogud („Bund der Landwirte“). Eng arbeitete Tupits mit den prominenten Führungspersönlichkeiten der Partei wie Karl Einbund, Konstantin Päts oder Jaan Teemant zusammen.
Tupits schloss 1925 sein Studium an der Rechtswissenschaftlichen Fakultät der Universität Tartu ab. Er war anschließend auch als Anwalt tätig. Der Schwerpunkt seines beruflichen Lebens lag aber bis zu seinem Tod im Bereich der Politik.
Tupits gehörte ab 1920 dem estnischen Parlament (Riigikogu) in allen seinen fünf Legislaturperioden als Abgeordneter des „Bundes der Landwirte“ an. Gleichzeitig blieb er als (Chef-)Redakteur der Zeitung Kaja einer der scharfzünnigsten politischen Journalisten des Landes.
Am späten Abend des 5. Februar 1929 löste Tupits einen Skandal im ansonsten ruhigen und gesitteten Riigikogu aus, als er dem sozialdemokratischen Arbeits-, Sozial- und Bildungsminister Leopold Johannes Johanson im Vestibül des Parlamentsgebäudes zwei Ohrfeigen verpasste. Johanson hatte sich von Artikeln in der Zeitung Kaja verunglimpft gefühlt und dies im Plenum lautstark geäußert. Tupits entschuldigte sich später für seinen tätlichen Angriff. Im estnischen Volksmund bürgerte sich für Ohrfeigen die Wendung „einen Tupits machen“ (tupitsat tegema bzw. tuupi tegema) ein.
Verstärkt ab Anfang der 1930er Jahre war Tupits auch eng mit der estnischen Agrarindustrie verbunden. Er war führendes Mitglied in großagrarischen Verbänden, insbesondere der Fleischindustrie.
Tupits war vier Mal für den „Bund der Landwirte“ Landwirtschaftsminister der Republik Estland. Er gehörte von November 1932 bis Mai 1933 dem Kabinett von Regierungschef Konstantin Päts an. Dasselbe Amt hatte er erneut von September 1937 bis Mai 1938 in der Regierung inne. Von Mai 1938 bis Oktober 1939 war er Landwirtschaftsminister im Kabinett von Ministerpräsident Kaarel Eenpalu. Ab 11. Mai 1938 war er gleichzeitig stellvertretender Ministerpräsident. Von Oktober 1939 bis zur sowjetischen Besetzung Estlands im Juni 1940 war Tupits Landwirtschaftsminister und stellvertretender Ministerpräsident im Kabinett von Jüri Uluots.
Am 12. März 1934 riss Tupits' Parteifreund, der geschäftsführende Staats- und Regierungschef Konstantin Päts, durch einen unblutigen Staatsstreich die Macht an sich. Päts errichtete einen autoritären Polizeistaat. Die Parteien wurden mit einem Betätigungsverbot belegt. Die Bürgerrechte, insbesondere Meinungs- und Pressefreiheit, wurden stark beschnitten.
Tupits wurde neben Ants Oidermaa zu einem der wichtigsten Propagandisten der neuen Regierung. 1937 gehörte er der Verfassungsgebenden Versammlung (Rahvuskogu) an. 1938 wurde er in den Riigivolikogu berufen, der zweiten Kammer des estnischen Parlaments.
Gleichzeitig blieb Tupits journalistisch bei der Zeitung Kaja aktiv. 1935 wurde sie in Uus Eesti umbenannt. Die Tageszeitung blieb unter Tupits, der bis 1937 ihr Chefredakteur war, offiziöses Sprach- und Propagandaorgan der autoritären Herrschaft unter Präsident Konstantin Päts. 1936 veröffentlichte Tupits ein Buch mit dem Titel Konstantin Päts. Eesti Riigi rajaja. [Konstantin Päts. Gründer des estnischen Staates], eine Lobeshymne auf den damaligen Staats- und Regierungschef.

## Sowjetische Besetzung und Tod
Nach der sowjetischen Besetzung Estlands wurde Artur Tupits am 16. November 1940 in Tallinn verhaftet. Am 14. Mai 1941 wurde er von einem sowjetischen Tribunal zu langjähriger Lagerhaft verurteilt und ins Innere Russland deportiert. Er starb im Herbst desselben Jahres im Gulag.